# Средно училище „Пейо Крачолов Яворов“ (Пловдив)
Средно училище „Пейо Крачолов Яворов“ е средно училище в Пловдив, намиращо се в район „Северен“.

## История
Училището е открито през 1910 г. по инициатива на градската община, като негов патрон е Екзарх Йосиф I. То е третото прогимназиално училище в града и в самото му начало се изучават 240 ученици, възпитавани от осем учители. В зората му преподават известните български художници Златьо Бояджиев и Владимир Рилски, които превръщат първия етаж на втората сграда на учебното заведение, открита през 1936 година, в картинна галерия. Поставено е началото на историческа и етнографска сбирка, запазена и до днес. Тогава броят на паралелките достига до 18, а на учителите – 20.
В 1950 г. училището се обособява като III единно училище. Учебната сграда е на два етажа с по 15 учебни стаи и два кабинета. Обучават се 1400 ученика в 34 паралелки. През учебната 1965/1966 година единното училище се разделя на ЕСПУ „П. Кр. Яворов“ и 35-о основно училище „П. Кр. Яворов“.
В 1960 г. педагогическият съвет на училището решава учебното заведение да се преименува на българския поет Пейо Яворов и на 28 март 1960 г. министър Борис Вапцаров връчва знамето на училището.
През 1970-те години започва изграждането на отделен, от самата сграда, спортен салон, а в самото училище се откриват специализирани паралелки по история и литература. Започва да се издава и училищното списание „Импулс“, както и вестник „Шанс“, списвани и редактирани от ученици и учители.
В 1985 г. е завършен физкултуреният салон, като към този момент той е най-големият за Пловдив и в него се провеждат многобройни спортни прояви, касаещи града и региона.
В днешно време, училище „Яворов“ е едно от елитните пловдивски училища, което предлага чуждоезикова и профилирана подготовка. В него се обучават около 1100 ученика, разпределени в 42 паралелки от V до XII клас. През 2008 г. за първи път е образувана една паралелка от 1-ви клас, а от всяка следваща година – по две нови. От 2011 г. в училището паралелките са от 1 – 12 клас.

## Извънкласна дейност
От своето създаване, учебното заведение развива успешно културната и спортната си политика. Всяка година се състоят мероприятия, като дни на таланта, Яворови дни, ученически концерти и спектакли, дни на езиците, конкурси за лично творчество и спектакли на абитуриентите. Всяка година през месец март или април се организира празнично шествие на възпитаниците на гимназията, което преминава през закрития мост над река Марица и Главната улица в центъра на града и достига до паметника на П. Кр. Яворов в Стария град, където се произнася тържествено слово, посветено на делото на поета и годишните успехи на гимназията. Училището разполага с театрална трупа, хор и музикален състав, както и с баскетболен и волейболен състав.

## Училищна сграда
Съвременната сграда на СУ „Яворов“ е разположена в район Каршияка, в северната част на Пловдив, на адрес бул. „България“ 136. Сградата има четири равнища – три етажа и партер. В нея са разположени спортно стрелбище, музей, библиотека, столова и актова зала с театрална сцена. В последните години успешно се провеждат ежегодни дейности по ремонт, обновяване и цялостна модернизация на основната училищна сграда и прилежащите ѝ територии, въпреки че все още има незасегнати от тези процеси участъци.
В началото на своето основаване в 1910 година, тогавашното училище „Екзарх Йосиф I“ използва за своя сграда плевнята на братя Тошкови на улица „Оборище“. Условията били лоши, а учебните стаи – малки и мрачни.
На 30 септември 1934 г. започва строеж на нова сграда на училището по архитектурен проект на Георги Овчаров. То е завършено на 20 април 1936 г. и е един от най-хубавите училищни домове за времето си. Съставено е от два етажа и остава такова до 1965 година, когато се взима решение за пристройка и надстройка на самата сграда. Тогава влиза в експлоатация и отоплителната инсталация, която значително подобрява условията за работа в училището.